# Werszaci
Werszaci (ukr. Вершаці) – wieś na Ukrainie, w obwodzie czerkaskim, w rejonie czerkaskim, w hromadzie Czehryń. W 2001 liczyła 865 mieszkańców.